# Odostomia unidentata
Odostomia unidentata är en snäckart som först beskrevs av Montagu 1803.  Odostomia unidentata ingår i släktet Odostomia och familjen Pyramidellidae. Arten är reproducerande i Sverige. Inga underarter finns listade i Catalogue of Life.